# 柔組織
柔組織（じゅうそしき、英語：Parenchyma）は生物の組織であり、動物と植物ではそれぞれ意味が異なる。

## 動物の場合
柔組織は、器官の機能を持つ部分を指す。組織を支えるだけの基質とは異なる。
例えば次のようなものである。
| 器官 | 柔組織         |
| ---- | -------------- |
| 腎臓 | ネフロン       |
| 肺   | 肺胞           |
| 脾臓 | 白脾髄と赤脾髄 |
| 脳   | 神経細胞       |

## 植物の場合
柔組織は、細胞壁が木質化されていない柔細胞からなる組織を指す。貯蔵組織と同化組織に大別される。貯蔵組織は、根や芽、茎の中心にある髄と、表皮と中心柱の間のことである皮層に見られ、デンプンなどを蓄える。同化組織は葉肉（さく状組織と海綿状組織を合わせて葉肉と呼ぶ）のことで、葉緑体を含み、光合成と呼吸を担っている。